# Nicolae Abramescu
Nicolae Abramescu (nació en 1884, Târgoviște-murió el 11 de febrero de 1947, Cluj ) fue un matemático rumano, profesor de la Universidad de Cluj, fundador de la Facultad de Ciencias con los departamentos de matemáticas, física, química, ciencias naturales, geografía de la Universidad "Rey Fernando". El departamento de matemáticas tenía los departamentos: matemáticas generales, mecánica, teoría de funciones , análisis, álgebra, astronomía. Abramescu enseñó geometría descriptiva .
A partir de 1921 se convirtió en profesor en la Universidad de Bucarest. Contribuyó a la organización de la Sociedad de Ciencias de Cluj y también al primer Congreso Nacional de Matemáticos Rumanos, que fue celebrado en la ciudad de Cluj en el año 1929, y que contó con la participación de Vito Volterra, siendo el discurso inaugural pronunciado por Gheorghe Țițeica. Con este motivo, la revista "Mathematica" apareció en Cluj, contando como  miembro fundador con N. Abramescu. Más de 150 matemáticos de todo el mundo colaboraron en la revista "Mathematica".
En 1941 fue uno de los 26 profesores universitarios que firmaron la protesta contra el acto de ceder el norte de Transilvania junto con Ion Mușlea, DD Roșca, Gheorghe Spacu y otros. Participó activamente durante 1941-1943 en el funcionamiento del Círculo Matemático de la Sociedad de Ciencias de Cluj en refugio en Timișoara .
Fue miembro de pleno derecho de la Academia de Ciencias de Rumania desde el 5 de junio de 1943.

## Contribuciones
Sus contribuciones se centraron en álgebra ( ecuaciones algebraicas ), geometría (especialmente geometría afín ), análisis matemático ( series de polinomios de variables complejas ) y mecánica . También fue autor de libros de texto.

## Libros
- Introducción elemental al estudio analítico de geometrías no euclidianas y nociones elementales de geometría vectorial, su obra más valiosa
- 1927 : geometría analítica
- 1930 : Lecciones de geometría infinitesimal pura, donde se inspiró en Albert Châtelet, Gaspard Monge, Joseph-Louis Lagrange .